# Le Roux, Ardèche
Le Roux är en kommun i departementet Ardèche i regionen Auvergne-Rhône-Alpes i sydöstra Frankrike. Kommunen ligger  i kantonen Montpezat-sous-Bauzon som ligger i arrondissementet Largentière. År 2022 hade Le Roux 64 invånare.

## Befolkningsutveckling
Antalet invånare i kommunen Le Roux
Referens: INSEE